# Argônio-38
Argônio-38 é um dos três isótopos estáveis de argônio, com 36 prótons e 20 nêutrons. Possui uma massa atômica de 37,9627325.